# Lac d'Oô
Ne pas confondre avec le lac Glacé d'Oô, situé beaucoup plus haut dans la vallée.
Le lac d'Oô (en occitan gascon : Òu) est un lac des Pyrénées de 42 ha et d'une profondeur maximale de 67 m, artificiel depuis la construction d'un barrage sur le lac glaciaire. Il alimente la centrale hydroélectrique d'Oô d'une puissance de 30 MW. Son nom est particulièrement connu par les cruciverbistes.

## Toponymie
Oô vient du gascon iu ou èu, « lac de haute montagne » : « lac d'Oô » est donc une répétition sur le plan étymologique. Il est d'abord appelé lac de Séculéjo jusqu'au XIXe siècle,.

## Géographie
Le lac d'Oô se trouve sur l'estive d'Oô sur une surface d'environ 1800 hectares pour les ovins et 700 hectares pour les bovins ; l'estive est située sur la commune d'Oô.

### Topographie
Le lac est situé à une altitude de 1 507 m sur la commune d'Oô près de Bagnères-de-Luchon dans la Haute-Garonne (région Occitanie).

### Hydrographie
Le lac d'Oô est traversé par la Neste d'Oô.

## Histoire

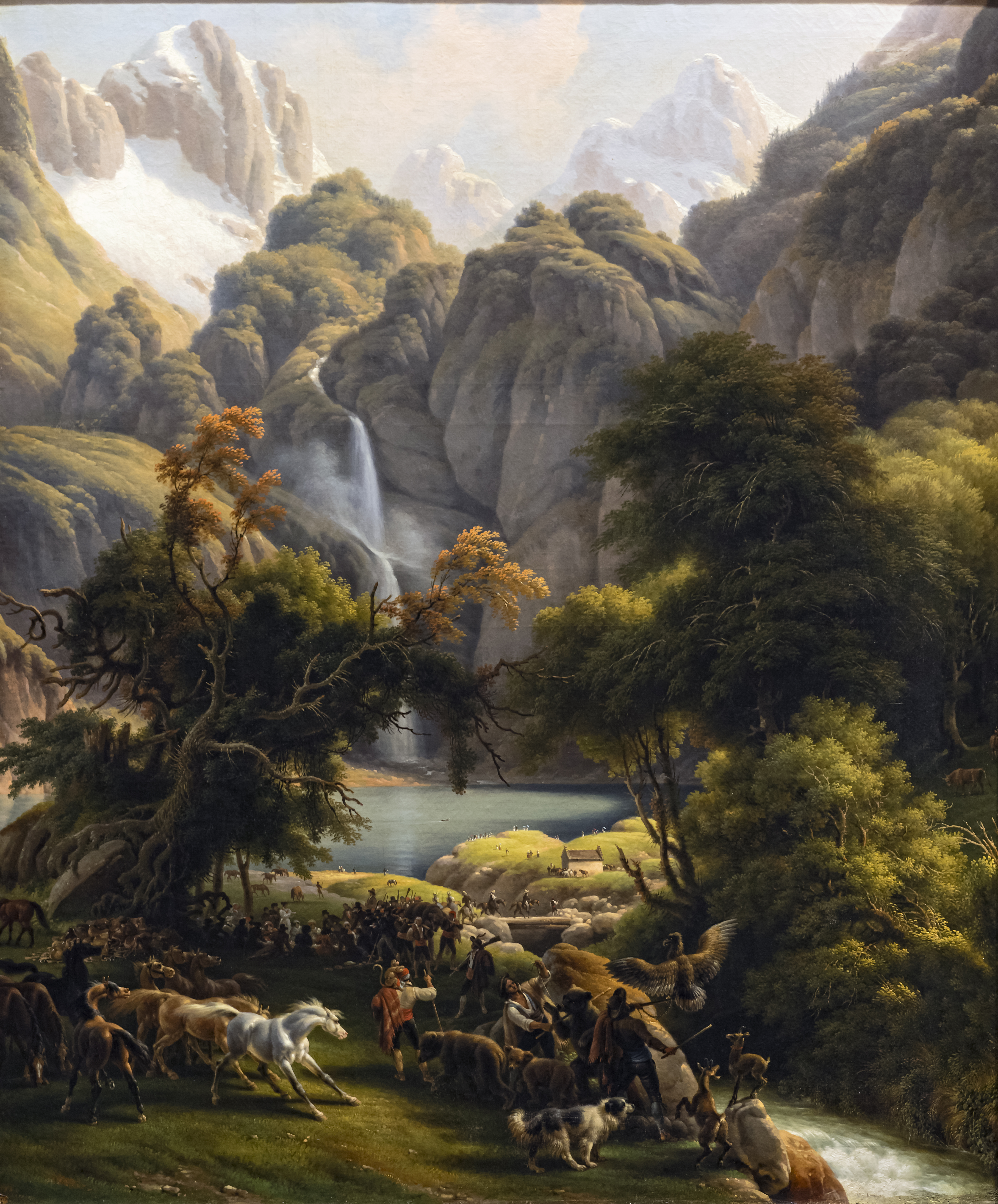
La Chasse à l'ours vers la cascade du lac d'Oo, près de Bagnères-de-Luchon de Louis-François Lejeune

À la suite d'une visite, l'ancien militaire et peintre Louis-François Lejeune (1775-1848) a peint en 1834, sa vision romantique et pittoresque - à défaut d'être bien exacte - du paysage, dans un tableau aujourd'hui conservé au Musée des Augustins de Toulouse.
Le Professeur Nérée Boubée s'est intéressé à ce lac ainsi qu'à ses environs, rapportant ses observations scientifiques, faites avec les moyens de l'époque, à travers quelques publications :
- 1831 - « Promenade de Bagnères au lac d'Oô », étude de la vallée du Larboust.
- 1832 - « Relation des expériences physiques et géologiques faites au lac d'Oô », comprenant l'itinéraire du naturaliste de Bagnères-de-Luchon au lac.
- 1845 - « Bains et courses de Luchon », guide pour courses et promenades.
- 1856 - « Souvenir obligé de Luchon », ce qu'il importe le plus de voir à Luchon et dans ses alentours avec le livret du musée.
- 1918 - début des travaux du barrage.

La construction du barrage-poids portant le lac à une capacité de 13 hm3 a été achevée en 1921.

## Voies d'accès
Haut lieu de balade pyrénéenne. Une des attractions est sa cascade de 275 m de hauteur. Le refuge auberge du lac d'Oô, rive gauche du barrage, offre un service d'hébergement et de restauration.
La montée au lac se fait par le sentier GR 10 et dure environ une heure (deux heures AR) pour un simple marcheur, depuis les granges d'Astau (1 139 m), terminus de la petite route qui remonte la vallée d'Oô. En été, une navette relie les Granges d'Astau et le centre de Luchon.
Le sentier se prolonge au-delà du lac, vers les lacs d'Espingo (près duquel se trouve le refuge gardé d'Espingo) et de Saussat, puis plus haut vers le lac du Portillon.

## Galerie

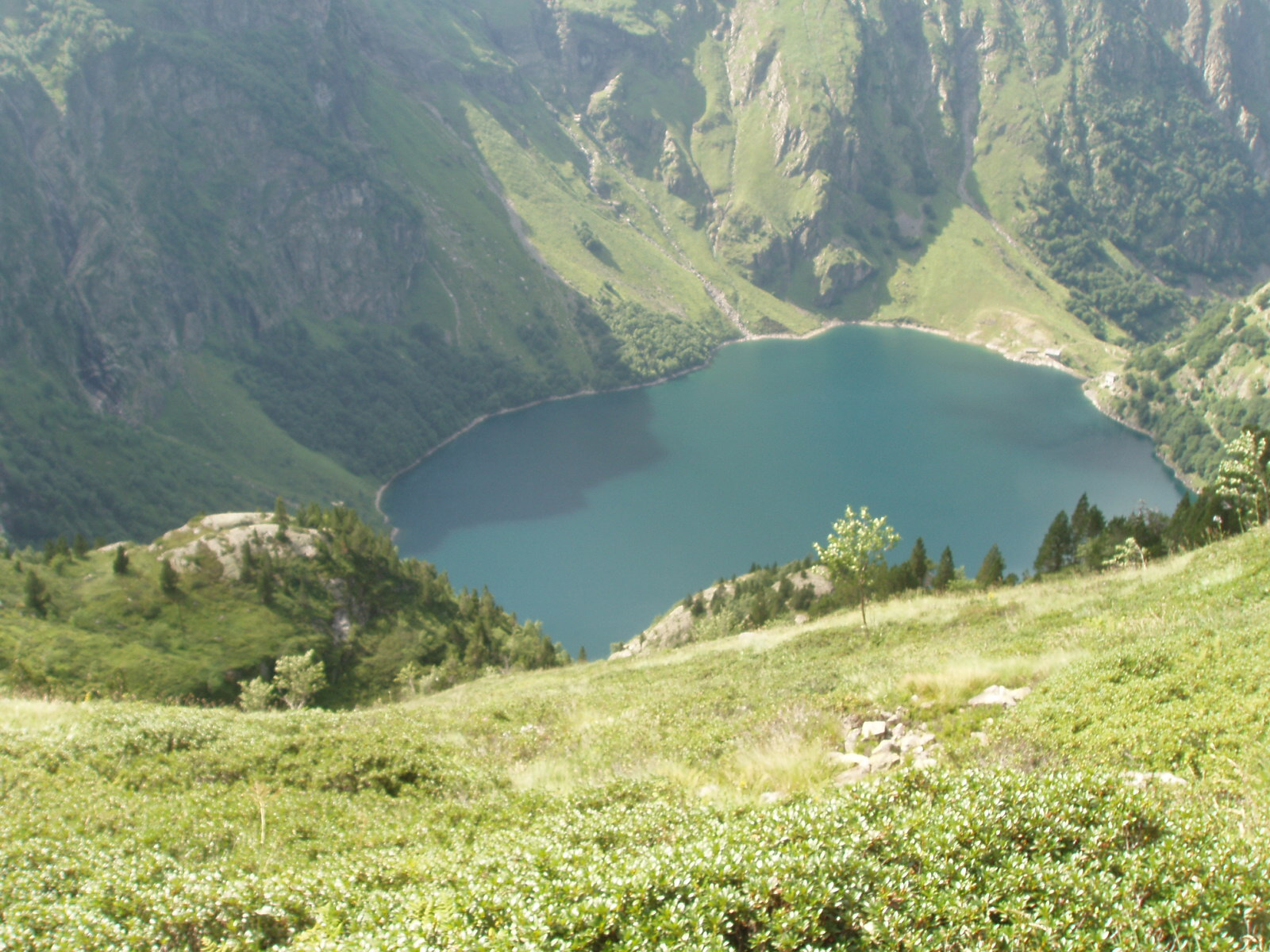
Vu du col du Céciré, depuis le GR10.
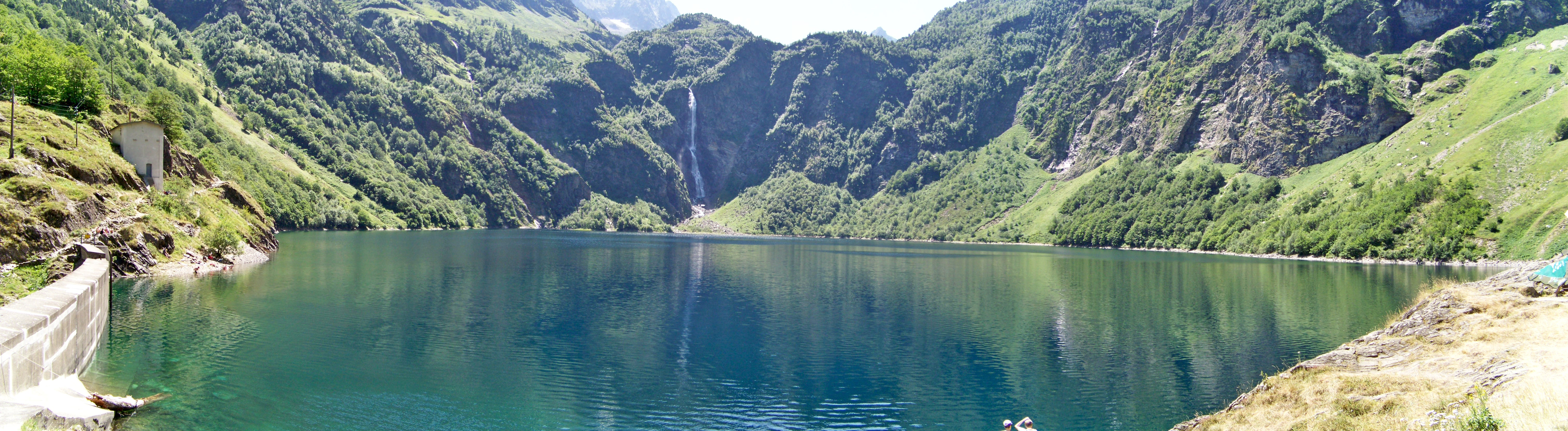
Vu du sentier pédestre.
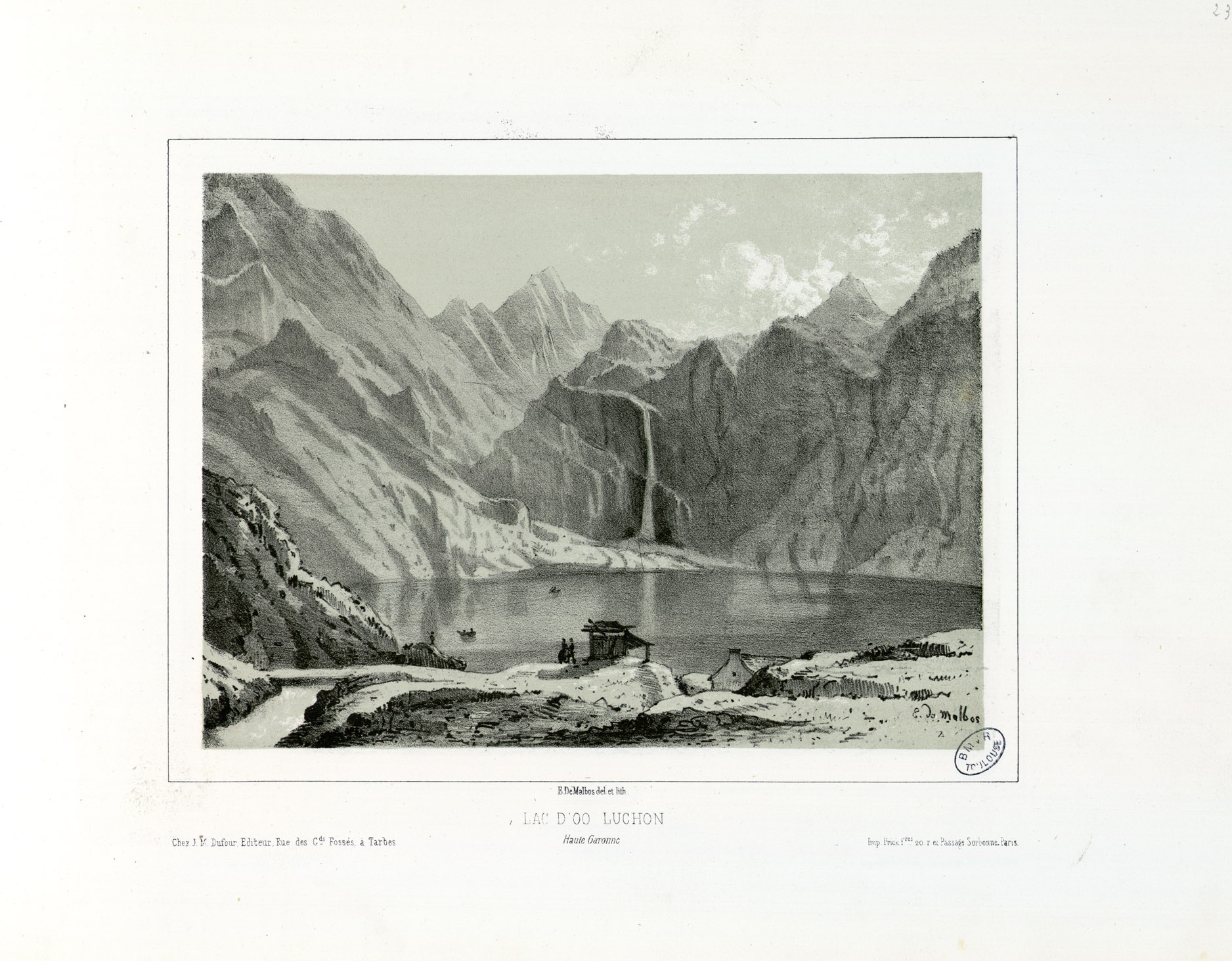
Au XIXe siècle, par Eugène de Malbos.
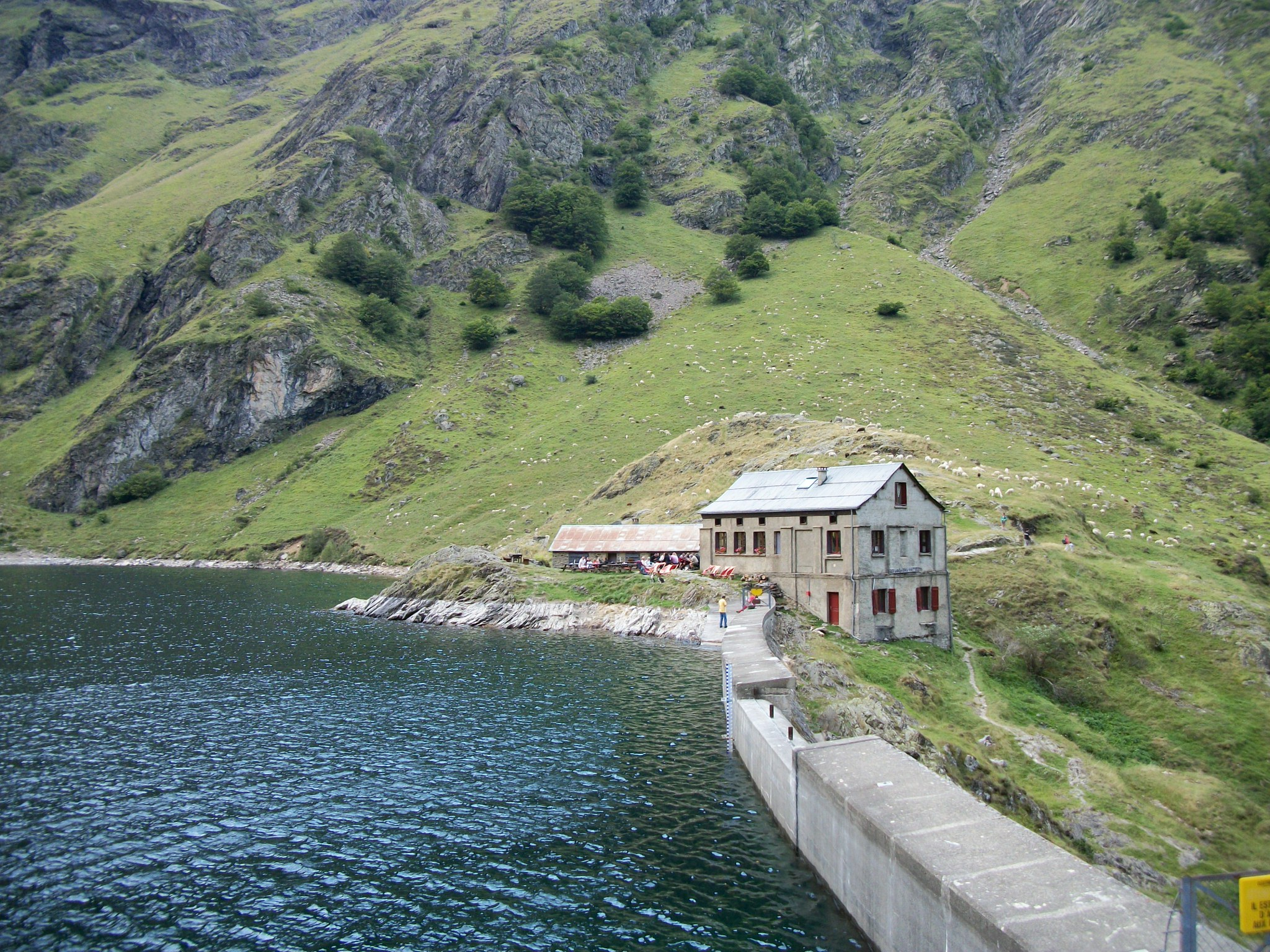
Refuge du lac d'Oô et la crête du barrage en 2011.
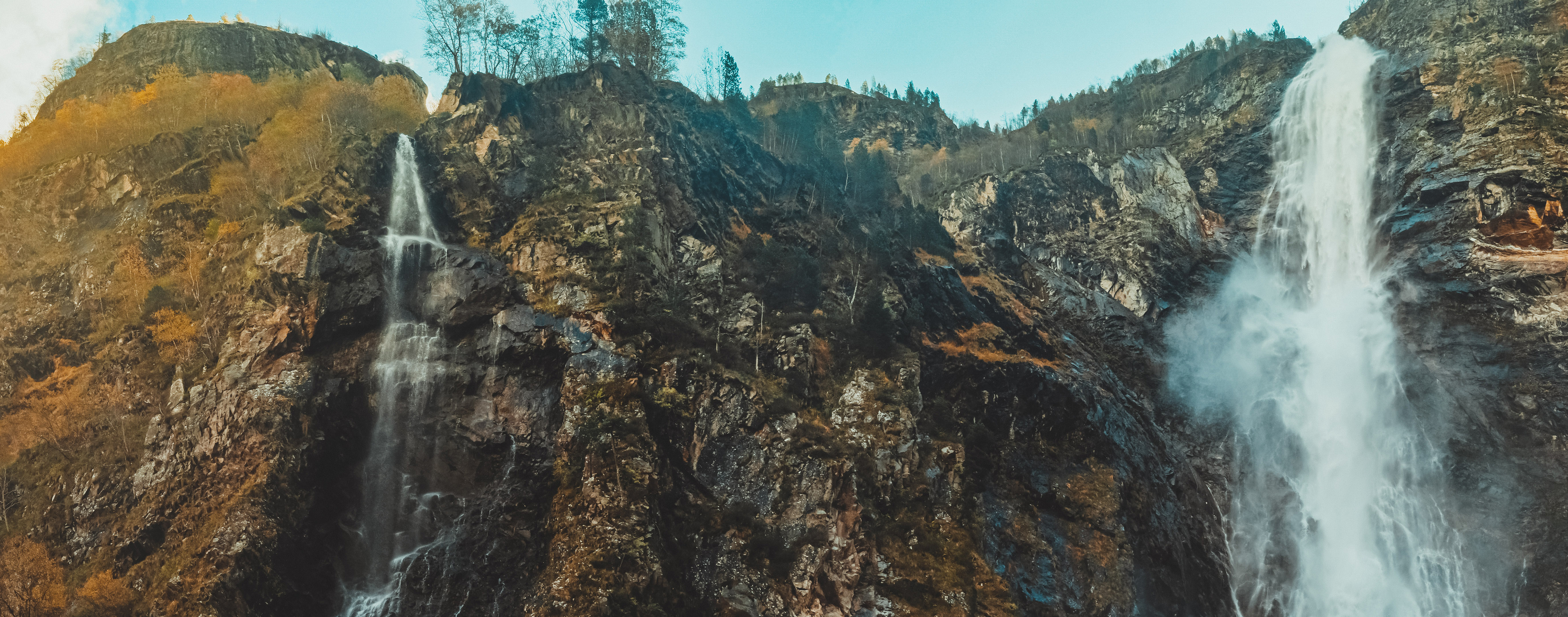
Chutes du lac d'Ôo.
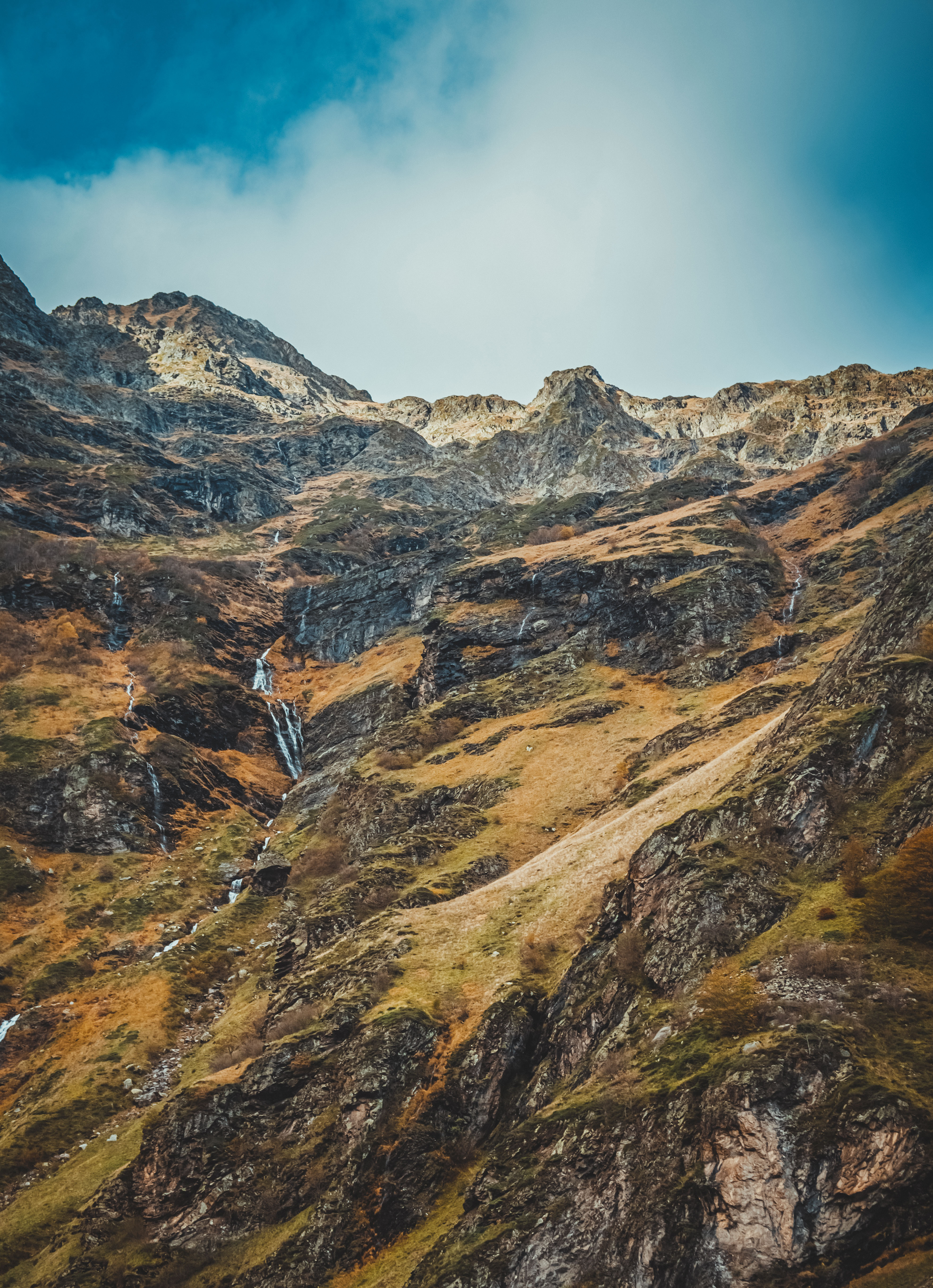
Flanc de montagne du lac d'Ôo.

## Protection environnementale
La zone Natura 2000 de la Haute vallée d'Oô est classé en zone spéciale de conservation (en référence à la Directive Habitats) depuis 2007, avec une superficie de 3 407 hectares, elle s'étend sur la commune d'Oô dont le lac d'Oô.
La zone Natura 2000 des Vallées du Lis, de la Pique et d'Oô est classé en zone de protection spéciale (en référence à la Directive Oiseaux) depuis 2006, avec une superficie de 10 515 hectares, elle s'étend sur la commune d'Oô dont le lac d'Oô.
Ces deux zones Natura 2000 se superposent sur une partie de leur superficie.